# Guido Vanden Berghe
Guido Vanden Berghe (Brugge, 24 augustus 1945) is een Belgisch wiskundige en natuurkundige en emeritus gewoon hoogleraar aan de Universiteit Gent.

## Levensloop
Vanden Berghe promoveerde aan de Rijksuniversiteit Gent als licentiaat in de wetenschappen en licentiaat in de fysica. Hij behaalde achtereenvolgens het aggregaat middelbaar en hoger onderwijs. Van 1968 tot 1971 was hij onderzoeker aan het Interuniversitair Instituut voor nucleaire fysica. In 1971 promoveerde hij tot Doctor in de Wetenschappen (groep natuurkunde) met de grootste onderscheiding.
In 1971 werd hij assistent aan het Gentse seminarie voor wiskundige natuurkunde.
Hij werd hoogleraar (1989) en gewoon hoogleraar (1996) aan de Rijksuniversiteit Gent, geaffilieerd aan de Vakgroep Toegepaste Wiskunde en Informatica (emeritus in 2010).
In 1989 werd hij ook de eerste voorzitter van het nieuwe departement Applied Mathematics and Computer Science, waarvan hij de eigenlijke oprichter was, door wetenschappers uit verschillende disciplines, met interesse voor toegepaste wiskunde en computerwetenschappen, samen te brengen.

## Eerbetuigingen
- Fellow van de Koninklijke Academie van Wetenschappen en Schone Kunsten VLAC (Vlaams Academisch Centrum voor Wetenschappen en Kunst) in Brussel (2002-2003).
- Honorary Fellowship of the European Society of Computational Methods in Sciences and Engineering (ESCMSE) (2005).
- George Sarton Medaille van de Universiteit Gent voor zijn bijdragen tot de Geschiedenis van de Wetenschappen (2006).
- Maurits Sabbeprijs als verdienstelijke Bruggeling Buiten Brugge (BBB) (2012).

## Andere activiteiten
- Voorzitter van de Davidsfondsafdeling van Latem-Deurle (1989-2019).
- Lid van het Nationaal bestuur van het Davidsfonds (2011-2016).
- Lid van het dagelijks bestuur van de Gemeentelijke Raad voor Cultuur van Sint-Martens-Latem.
- Voorzitter van de raad van bestuur van de Openbare Bibliotheek van Sint-Martens-Latem (1997-2015)

## Publicaties
- Theoretical interpretation of the nuclear structure of the N=83 nuclei, in: Contributions of the Conference on Nuclear Structure Study with Neutrons, Boedapest, 1972.
- The two-particle-one-hole states in the antimony isotope, in: Proceedings of the Conference on Nuclear and High-Energy Physics, Liverpool, 1973.
- On the coexistence of three-particle clustering and collective core vibrations, in: Z. Phys, 1974.
- A theoretical interpretation of the nuclear structure of the doubly-even N=84 nuclei, in: Z. Phys, 1975.
- Comment on Witchel's operator method for the calculation of Gaunt's coefficients, in: J. Phys, 1975
- The three-particle cluster core coupling model, in: Mededelingen van de Koninklijke Acacdemie voor Wetenschappen, Letteren en Schone Kunsten van België, 1974.
- Nuclear structure calculations for the 2p-1f nuclei: 56Fe, 57Fe,58Ni,59Ni, in: Fizika 7, suppl. 2, 1975.
- The two-particle core coupling model applied to the N=84 nuclei, in: Fizika 7, suppl. 2, 1975.
- Interplay of valence-shell clusters and the vibrational field in 58Ni, in: Z. Phys, 1975.
- Semimicroscopic description for the negative parity states of 67Zn,in: Nucl. Phys., 1976.
- A semi-microscopic calculation for the (2p-1f) nuclei 59Ni, 56Fe and 57Fe, in,: Z. Phys., 1976.
- High-spin states in 205Pb and the Alaga model. in: Proceedings of the International Conference on Nuclear Structure, Tokyo, 1977.
- Some special relations between 6-j and 9-j symbols, in: J. Phys, 1977.
- Contribution to the construction and classification of multipole-phonon states by means of purely algebraic and group-theoretical methods, in: Academiae Analecta (Klasse der Wetenschappen), 1982.
- Structural zeros of Racah coefficients and exceptional Lie algebras, in: J.Math.Phys., 1994.
- Simon Stevin (1548-1620), Brugse wiskundige in dienst van Oranje, in: Vlaamse Stam, 1998.
- Laudatio Eric Van Schoonenberghe, in: Sartoniana, 1999.
- Simon Stevin, een leven in de schaduw van de macht, in: Simon Stevin 1548-1620, De geboorte van de nieuwe wetenschap, Koninklijke Bibliotheek van België, Brepols Publishers, Turnhout, 2004.
- Exponential fitting: Applications for ODE-solvers, in: Extended abstracts of ICNAAM, International Conference on Numerical Analysis and Applied Mathematics, 2004.
- Brain drain, Nil nove sub sole, A historical approach, in: Sartoniana 2006.
- Numerical solutions of Ordinary Differential Equations. The exponential fitting approach: an actual status, in: Proceedings of the 2008 International Conference on Computational and Mathematical Methods in Science and Engineering, Editor J. Vigo-Aguiar, 2008, ISBN 978-84-612-1982-7.
- Simon Stevin, een 'Bruggeling Buiten Brugge avant la lettre, in: Brugge die Scone, 2009.
- Gregorius a Sancto Vincentio (1584-667), Brugs wiskundige en jezuïet, in: Brugge die Scone, 2013.

Daarnaast publiceerde Vanden Berghe een paar honderd wetenschappelijke artikels in co-auteurschap met talrijke collega's.
Hij publiceerde tevens als coauteur:
- Wonder en is gheen Wonder, De geniale wereld van Simon Stevin. 1548-1620, Leuven, Davidsfonds, 2003.
- Magic is no Magic, The wonderful world of Simon Stevin, WITpress, 2007 en 2008.
- Japanse versie, Asakura Publishing Co., 2009.
- Exponential fitting, Kluwer Academic Publishers, 2004.
- Simon Stevin (1548-1620) - Hij veranderde de wereld, Sterck & Devreese, 2020

## Privé
Vanden Berghe trouwde met Magda Van Haecht. Ze kregen vijf zoons en twee dochters.